# Вілла-Базиліка
Вілла-Базиліка (італ. Villa Basilica) — муніципалітет в Італії, у регіоні Тоскана,  провінція Лукка.
Вілла-Базиліка розташована на відстані близько 270 км на північний захід від Рима, 55 км на захід від Флоренції, 13 км на північний схід від Лукки.
Населення — 1652 особи (2014).

## Демографія
Населення за роками:

Станом на 1 січня 2023 року в муніципалітеті офіційно проживав 61 іноземець з 19 країн, серед них 18 громадян країн Євросоюзу та 2 громадяни України.

## Сусідні муніципалітети
- Баньї-ді-Лукка
- Борго-а-Моццано
- Капаннорі
- Пеша